# Jvanchkara
Jvanchkara (en georgiano: ხვანჭკარა) es un pueblo de Georgia ubicado en el sur de la región de Racha-Lechjumi y Baja Esvanetia, siendo parte del municipio de Ambrolauri. 

## Geografía
Jvanchkara está en la orilla derecha del río Rioni, a 14 kilómetros de Ambrolauri. Jvanchkara es parte de la región histórica de Racha. 

### Clima
El clima es bastante húmedo, moderadamente frío en invierno, pero cálido y relativamente seco en verano. 

## Historia
La antigua finca (marani) de los príncipes Kipiani, quienes desarrollaron aquí la vinificación (originalmente, las variedades de vino se llamaban kipiani). Dmitri Kipiani es considerado el tecnólogo y creador del vino semidulce natural jvanchkara. En 1927 se construyó una bodega.

## Demografía
La evolución demográfica de Jvanchkara entre 1911 y 2014 fue la siguiente:
| 1081                                            | 630 | 466 |
| (Fuente: Population of Georgia in Soviet times) |     |     |

Según los datos del censo de 2014, los georgianos suponen el 99,8% de la población local.

## Cultura

### Gastronomía
El pueblo es conocido por su vino jvanchkara, producido a partir de variedades de uva locales alexandruli y mujuretuli en una fábrica local. Se cree que el nombre, jvanchkara, fue determinado por Stalin.